# Smittina subcordata
Smittina subcordata är en mossdjursart som beskrevs av Gontar 1993. Smittina subcordata ingår i släktet Smittina och familjen Smittinidae. Inga underarter finns listade i Catalogue of Life.